# دانالار
دانالار (به لاتین: Danalar) منطقه‌ای مسکونی در جمهوری آذربایجان است که در شهرستان یولاخ واقع شده است.